# Гарталовка
Гарталовка — поселок в Арском районе Татарстана. Входит в состав Урнякского сельского поселения.

## География
Находится в северо-западной части Татарстана на расстоянии приблизительно 18 км по прямой на север-северо-восток от районного центра города Арск у речки Казанка.

## История
Основан в 1930-х годах<.

## Население
Постоянных жителей было: в 1938 году — 88, в 1949 — 77, в 1958 — 67, в 1970 — 49, в 1979 — 28, в 1989 — 18
, 43 в 2002 году (русские 26 %, татары 72 %), 35 в 2010.